# Kiškunfeleđhaska mikroregija
Kiškunfeleđhaska mikroregija (mađ. Kiskunfélegyházi kistérség) je mikroregija u Bačko-kiškunskoj županiji u Mađarskoj.
U njoj se nalazi 9 naselja, u kojima ukupno živi 46.741 stanovnika. Ukupne je površine 717,51 km2), a gustoća naseljenosti je 65,14 osobe na km2. 
Sjedište mikroregije je gradić Kiskunfélegyháza.

## Naselja
Hrvatska imena prema.
| Ime              | Mađarski naziv   | Površina (km2) | Br. stanovnika |
| ---------------- | ---------------- | -------------- | -------------- |
| Bugac            | Bugac            | 131,11         | 3006           |
| Bugacpusztaháza  | Bugacpusztaháza  | 43,00          | 308            |
| Fülöpjakab       | Fülöpjakab       | 23,16          | 1131           |
| Gátér            | Gátér            | 30,89          | 1061           |
| Kiskunfélegyháza | Kiskunfélegyháza | 256,30         | 30 946         |
| Kunszállás       | Kunszállás       | 20,85          | 1740           |
| Pálmonostora     | Pálmonostora     | 53,29          | 2075           |
| Petőfiszállás    | Petőfiszállás    | 67,78          | 1666           |
| Tiszaalpár       | Tiszaalpár       | 91,13          | 5179           |